# Ferrata Deanna Orlandini

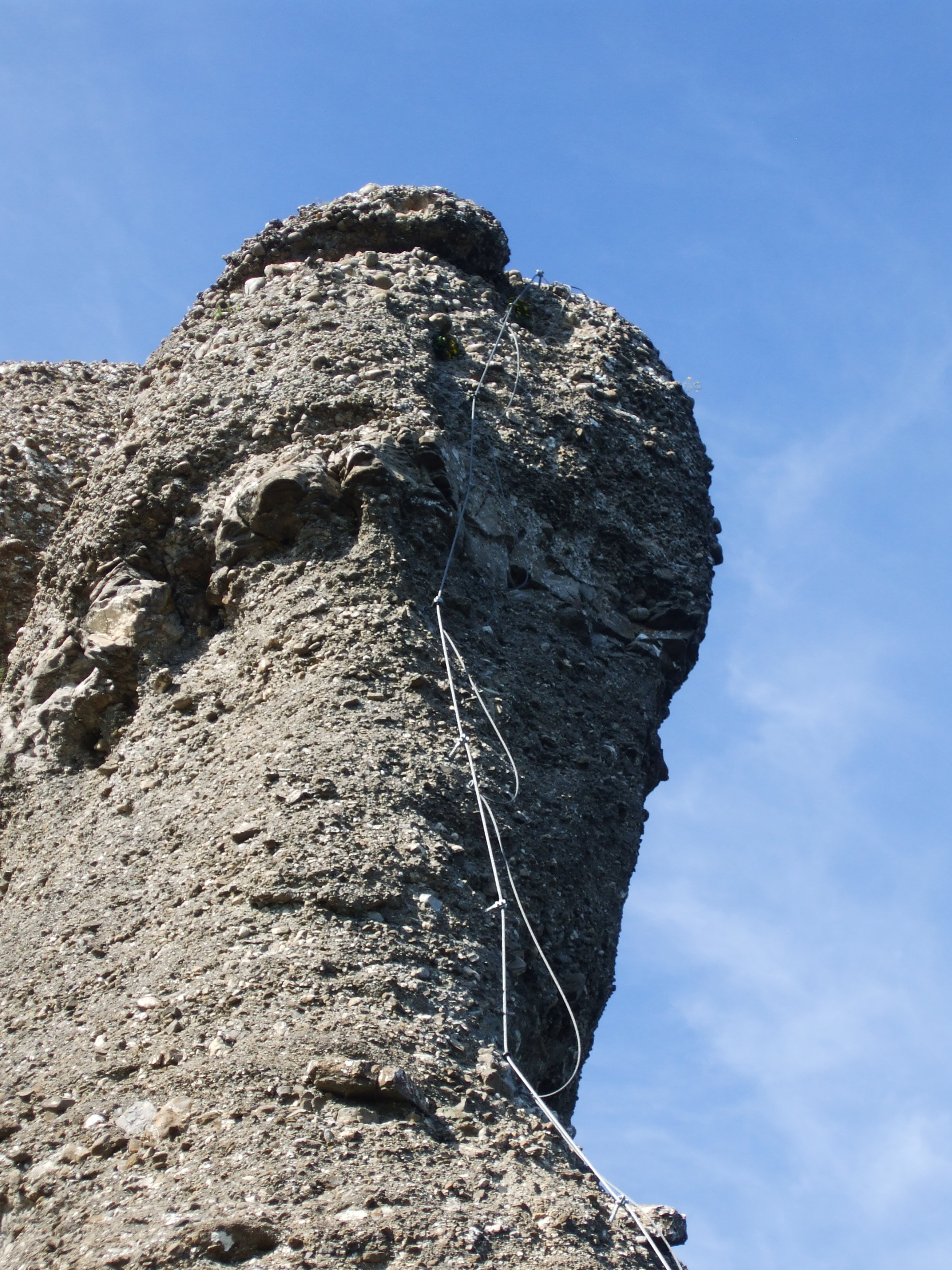
Il torrione roccioso che porta alla Carrega do Diao

La ferrata Deanna Orlandini è una via ferrata che da poco sopra l'abitato di Crocefieschi, in valle Scrivia, porta alle Rocche del Reopasso.
Dall'abitato di Crocefieschi si sale lungo un sentiero F.I.E. segnalato con un quadrato giallo vuoto, che in 25 minuti porta all'attacco della ferrata in prossimità del 1° settore detto de "l'Anchise".

## Descrizione
La Ferrata Deanna Orlandini di difficoltà media, difficile in alcuni tratti, è divisa in 4 settori ognuno dei quali è aggirabile con sentiero:
- 1° Settore - l'Anchise (detto anche Grillo o Lumaca del Reopasso) - 35'
- 2° Settore - la Biurca - 50'
- 3° Settore - traverso - 30'
- 4° Settore - Carrega do Diao - 30'

Discesa e ritorno a Crocefieschi in circa 1h lungo sentiero segnalato F.I.E..
Il primo settore, "l'Anchise", parte da una singolare cavità rocciosa: dall'attacco in pochi minuti si accede ad una fenditura nella roccia (detta "il buco") che sale verticale tra le pareti della fenditura che porta direttamente su una cresta. In alternativa, poco a monte dell'accesso alla fenditura, seguendo il cavo si giunge ad un sentiero che riporta all'attacco della ferrata e continua allacciandosi alla ferrata verso la vetta del "l'Anchise" a 882 m s.l.m..
Da qui scendendo lungo un sentiero si giunge ad un colletto tra il primo settore e il secondo settore, detto "la Biurca". Qui la ferrata riprende, salendo gradatamente lungo la cresta che permette o di salire al Bivacco e poi alla punta nord (941 m s.l.m., la più alta dove è posto un crocifisso), oppure di proseguire verticalmente, su tratti a strapiombo, toccando entrambe le vette de la Biurca (punta sud 934 m, e punta nord 941 m) e quindi scendere tramite il terzo settore "traverso" in direzione "Carrega do Diao".
La discesa nel traverso, impegnativa e tecnica, scende di circa 150 m e porta ad un altro colletto dove c'è la possibilità di prendere la salita verso la "Carrega do Diao" seguendo il cavo dal basso, oppure di attraversare il "Ponte dell'amicizia", (un ponte stile tibetano con tre cavi d'acciaio) e attaccarsi direttamente ai cavi del torrione roccioso che sale verticalmente verso la Carrega.
Salendo sul torrione si giunge ad un tratto pianeggiante che infine sale ancora verso la vetta della Carrega do Diao a 959 m.
Infine dalla vetta dalla Carrega si scende lungo il sentiero F.I.E. che costeggia il versante occidentale della Carrega che porta alla punta nord de "la Biurca"; da qui il sentiero inizia a scendere in modo ripido, a tratti attrezzato con cavi, portando al colletto di attacco tra primo e secondo settore, dove si incontra una mulattiera che scende costeggiando "l'Anchise" e riporta a Crocefieschi.

## Storia e geologia
Le linee di confine orografico dell'entroterra ligure sono state abitate fin dai tempi più remoti e le Rocche del Reopasso non fanno eccezione. Infatti proprio in queste rocche fu rinvenuto il reperto più antico della valle Scrivia, ossia un'ascia in serpentinite, databile all'incirca al 4000 a.C. Ciò testimonia il commercio di manufatti provenienti dalla zona di Voltri dove il serpentino era ed è molto diffuso.
Questo tipo di roccia si suppone appartenga alle cave di Voltaggio, da dove si diffondeva in tutta Europa. Alcuni ritrovamenti avvenuti in Inghilterra, dopo attente analisi, sono risultati provenire proprio da queste zone.
Le Rocche del Reopasso sono di puddinga, un conglomerato formato da ciottoli arrotondati, cementati da una malta calcarea, emerso nell'era terziaria attorno a 25 milioni di anni fa. Questo tipo di roccia formatasi in acque mosse, sotto la spinta dei movimenti dovuti alla deriva dei continenti, è andato a sovrapporsi alla formazione calcarea dell'Antola. I conglomerati partono da Savignone e si dirigono a nord verso la val Vobbia (Rocche del Reopasso Castello), esaurendosi nella vicina val Borbera, conferendo al paesaggio un aspetto e dei profili ripidi e scoscesi, tormentati dall'erosione, a differenza dei dolci pendii formati dal calcare marnoso dell'Antola.

### Leggende
Che il Reopasso sia proprio "reo" potrebbe dimostrarlo uno scritto dell'Archivio Parrocchiale di Crocefieschi che recita: "il 21 maggio 1585,  messer Agosto Spinola e Giovanni de Salvareca precipitarono dal Reopasso e furono portati in sepoltura a Buzalla"  se non che mi risulta che, da parecchi anni, nessuno abbia più fatto la fine dei poveri "messeri" precipitati alla fine del XVI secolo avvalorando in me l'ipotesi che non esistano mai "Montagne Assassine" ma solo alpinisti imprudenti o sfortunati."

## Galleria d'immagini

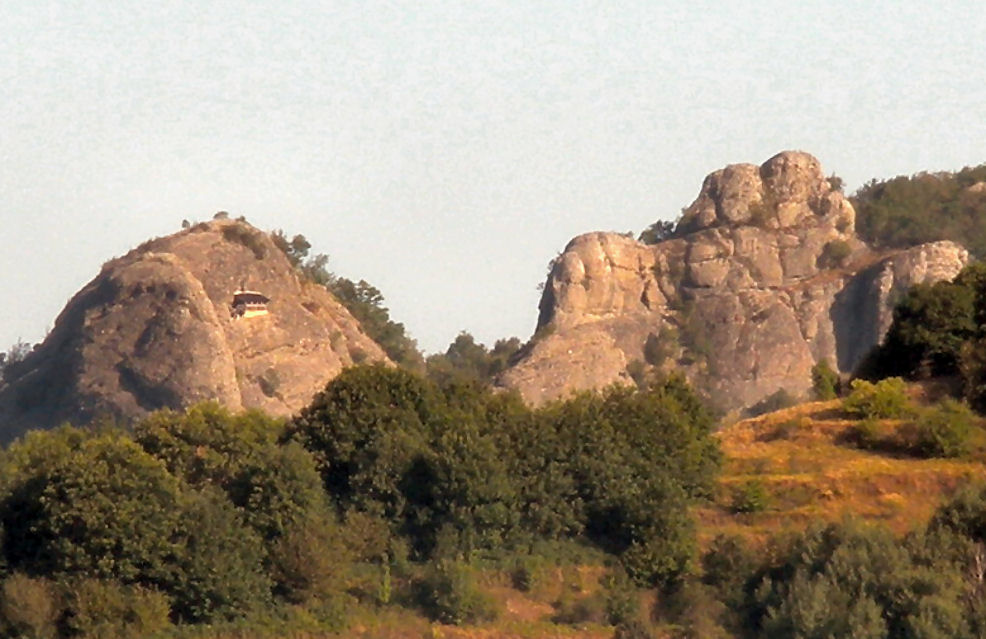
”Biurca” e “Carrega do Diao” da Crocefieschi (loc. Crebaia)
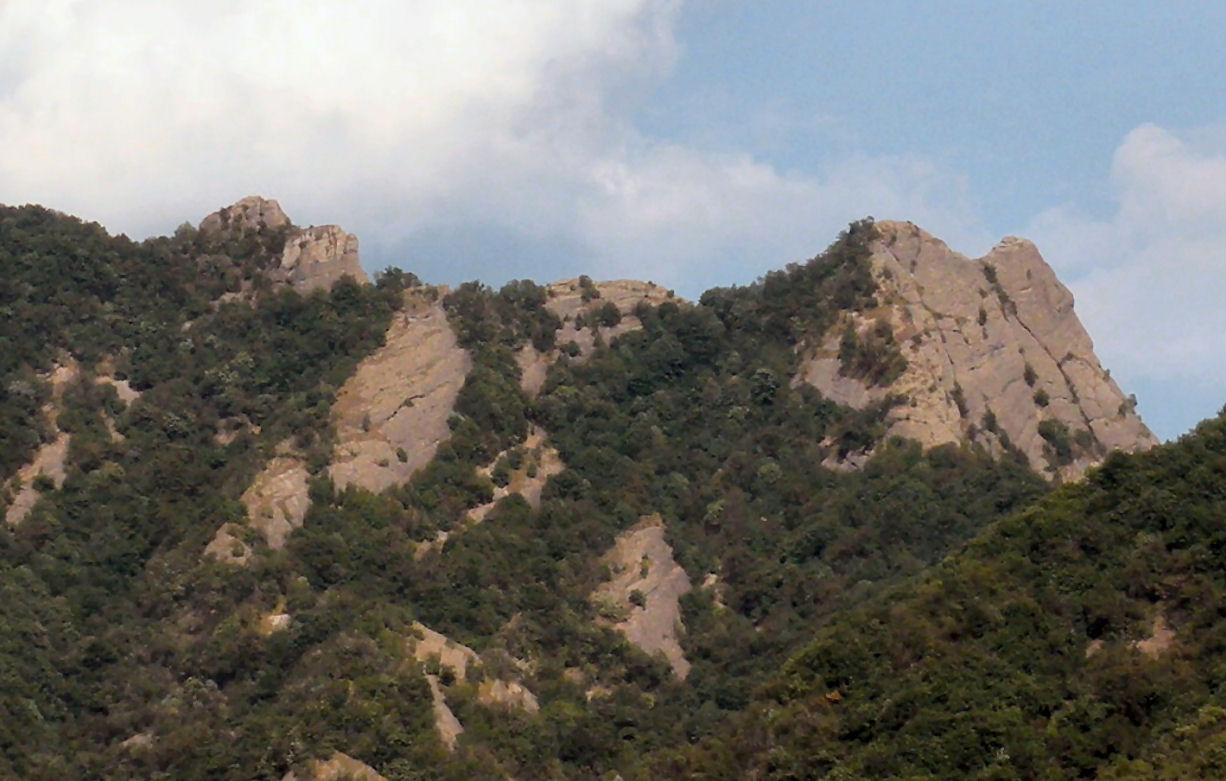
”Carrega do Diao” e “Biurca” da Semino (frazione di Busalla)
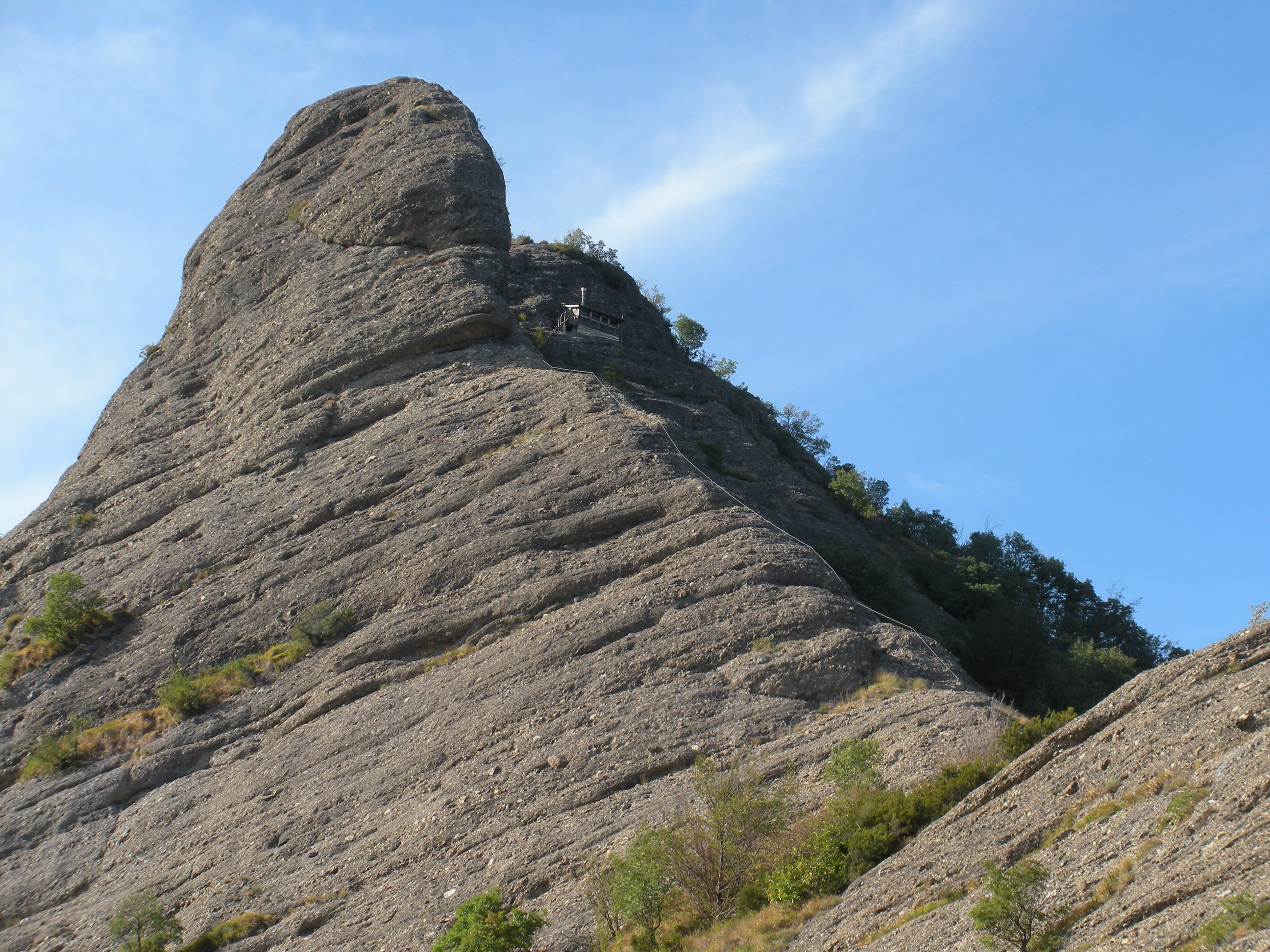
La cima sud della “Biurca” con la ferrata Deanna Orlandini e il rifugio "Città di Busalla"
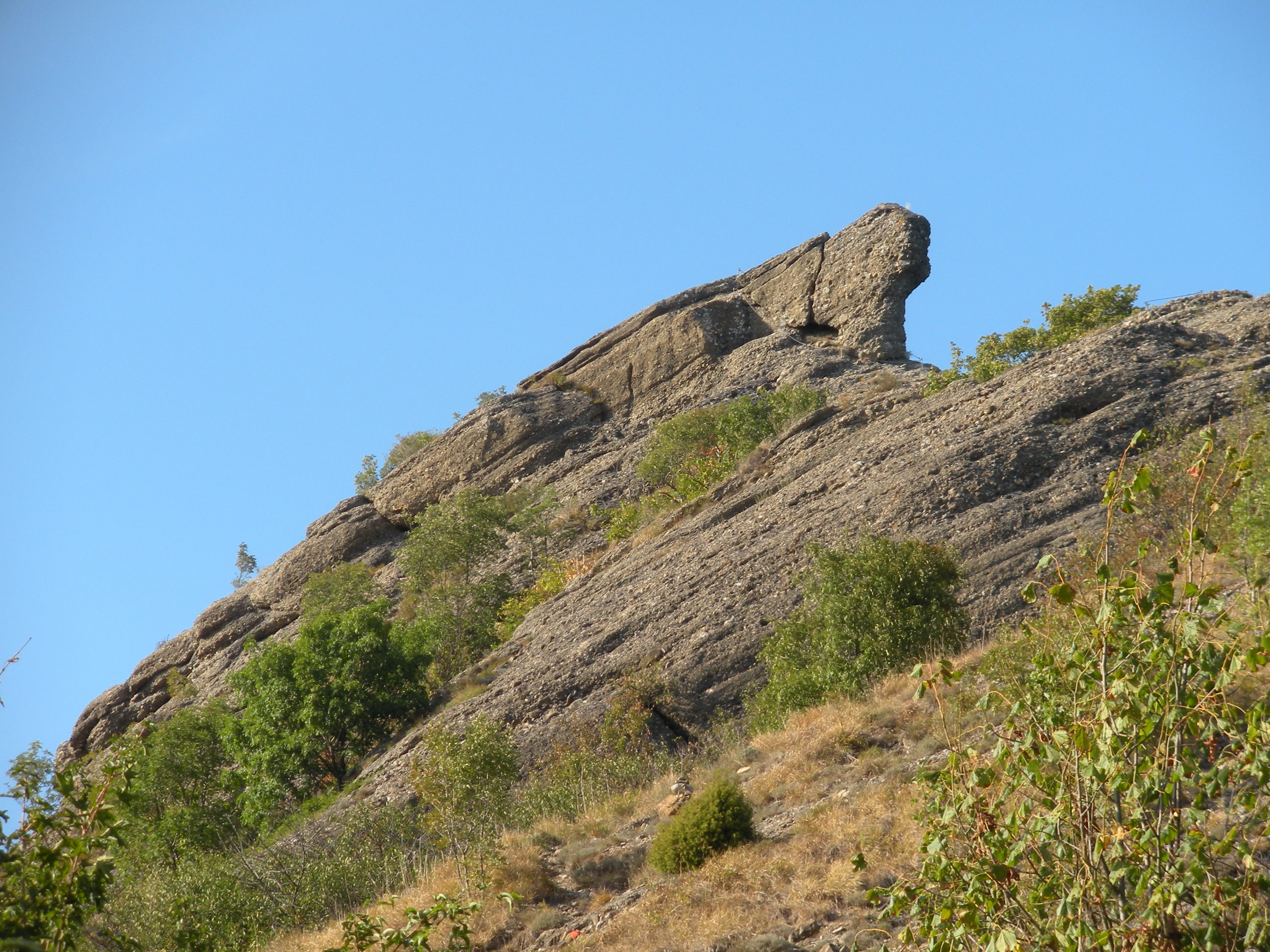
La cima "Anchise" (detta anche "Lumaca del Reopasso")